# 顽皮豹蛛
顽皮豹蛛（学名：Pardosa lasciva）为狼蛛科豹蛛属的动物。分布于古北区以及中国大陆的新疆等地，常栖息于林间河滩草丛。